# (8494) Edpatvega
(8494) Edpatvega – planetoida z grupy pasa głównego asteroid okrążająca Słońce w ciągu 4 lat i 126 dni w średniej odległości 2,66 au. Została odkryta 25 lipca 1990 roku. Przed nadaniem nazwy planetoida nosiła oznaczenie tymczasowe (8494) 1990 OT4.